# Dicranophorus pauliani
Dicranophorus pauliani är en hjuldjursart som beskrevs av Berzinš 1982. Dicranophorus pauliani ingår i släktet Dicranophorus och familjen Dicranophoridae. Inga underarter finns listade i Catalogue of Life.